# Typhlodromips tubus
Typhlodromips tubus är en spindeldjursart som först beskrevs av Schuster 1966.  Typhlodromips tubus ingår i släktet Typhlodromips och familjen Phytoseiidae. Inga underarter finns listade i Catalogue of Life.